# Porella proboscidea
Porella proboscidea är en mossdjursart som beskrevs av Walter Douglas Hincks 1888. Porella proboscidea ingår i släktet Porella och familjen Bryocryptellidae. Inga underarter finns listade i Catalogue of Life.